# Tisquèrids
Els tisquèrids (Tischeriidae) són una família de lepidòpters heteronueres, l'única de la superfamília dels tisquerioïdeus (Tischerioidea) que inclou arnes minadores de fulles.
Els trisquèrids són uns dels candidats com a grup germà (vegeu també Palaephatoidea) del gruix dels lepidòpters, el clade Ditrysia, amb un tipus d'aparell reproductor femení monotrisià.

## Història natural
Aquestes petites arnes són minadores de fulles a l'etapa d'eruga; alimenten principalment de Fagaceae (Tischeria i Coptotriche), Asteraceae i Malvaceae (Astrotischeria), i alguns també de Rhamnaceae i Rosaceae.

## Taxonomia
La superfamilia contenia tradicionalment un gènere, Tischeria, però actualment se'n reconeixen dos més (Coptotriche i Astrotischeria), estesos arreu del món incloent Amèrica del Sud, excepte Australasia.